# Elecciones parlamentarias de Lituania de 2004
Las elecciones parlamentarias se celebraron en Lituania el 10 de octubre de 2004, con una segunda vuelta el 24 de octubre de 2004 en los distritos electorales donde ningún candidato obtuvo la mayoría en la primera vuelta de la votación. Los 141 escaños en el Seimas estaban disponibles para elecciones; 71 en circunscripciones de escaños individuales elegidos por mayoría de votos y los 70 restantes en una circunscripción nacional basada en la representación proporcional.
Las elecciones fueron ganadas por el Partido Laborista con alrededor del 28% de los votos en la circunscripción nacional y 39 escaños en el octavo Seimas, muy por debajo de la mayoría de 71 escaños.
La coalición gubernamental saliente 'Trabajando para Lituania', integrada por el gobernante Partido Socialdemócrata de Lituania y Nueva Unión (Liberales Sociales), ganó un total de 31 escaños.
A pesar de terminar detrás de los laboristas, los socialdemócratas lideraron un gobierno de coalición con Nueva Unión, Trabajo y los Campesinos y la Nueva Unión del Partido Demócrata. Algirdas Brazauskas continuó como Primer Ministro de Lituania.